# Canchánchara
La canchánchara és un còctel fet amb mel, suc de llimona, aiguardent, gel i aigua. Tot i que hom creu que és originari de la ciutat de Trinitat, va ser inventat a la regió oriental de l'illa de Cuba durant el període de les guerres d'independència al segle xix contra el Regne d'Espanya. El nom l'agafa de la jícara, la tassa de fang amb que es pren.
S'explica que la canchánchara era una antiga beguda que preparaven els mambisos, en què es barrejava aiguardent de canya de sucre amb mel i qualsevol cítric que tinguessin a mà. Es prenia calenta com a glop nutritiu i tonificant, i servia per a suportar el fred a la manigua i contrarestar l'esforç del treball amb el matxet. La barreja d'ingredients els permetia escalfar-se el pit i protegir-se de diverses afeccions respiratòries.